# 木暮治一
木暮 治一（こぐれ じいち、1931年（昭和6年）10月26日 - 2009年（平成21年）7月28日）は、日本の政治家。群馬県渋川市長。

## 来歴
群馬県渋川市出身。農業の傍ら、推されて渋川市議会議員選挙に出馬し当選。6期務め、渋川市議会議長などを歴任。
2001年（平成13年）、渋川市長選挙に登坂秀の後継候補として出馬。自民党・公明党・社民党の推薦を得て、石北怜らを破って初当選を果たした。
2006年（平成18年）2月20日、渋川市長として渋川市、伊香保町、小野上村、子持村、赤城村、北橘村の6市町村を巻き込んだ新設合併を成功させた。それに伴って同年4月9日に執行された新・渋川市長選挙に無所属で出馬。星名建市ら2人の候補者を破って当選した。
他に、群馬県下水道公社理事、財団法人群馬県防犯協会理事、群馬県土地改良事業団体連合会渋川支部長、渋川地区広域市町村圏振興整備組合理事長、渋川市武道振興会名誉会長などの要職を歴任している。
2007年（平成19年）7月22日執行の群馬県知事選挙では、前橋市長の高木政夫らとともに現職の小寺弘之支持を打ち出したが、小寺は元群馬県議会議長の大沢正明に敗れた。
2009年（平成21年）7月28日、渋川市の病院で急性心不全と大動脈弁狭窄症のため現職のまま死去、77歳。死没日をもって旭日双光章追贈、正五位に叙される。